# Alki Zei
Alki Zei (grec: Άλκη Ζέη)  (Atenes, 15 de desembre de 1923 - Atenes, 27 de febrer de 2020) va ser una novel·lista grega, autora de literatura infantil i juvenil, i traductora.

## Biografia
Alki Zei va passar part de la seva infància a l'illa de Samos. De petita ja s'inventava històries de titelles i un dels seus personatges, Barba Mytoussis, va ser incorporat com a protagonista del Teatre de les Marionetes d'Atenes. Va estudiar Filosofia a la Universitat d'Atenes i art dramàtic al Teatre Nacional de l'Odeó i es va formar com a guionista de cinema a l'Institut de Cinema de Moscou. Entre 1954 i 1964 va viure exiliada a la Unió Soviètica juntament amb el seu marit, el guionista Giorgios Zevastikoglou. I allà van néixer els dos fills que van tenir, Irene i Petros. Van tornar a Grècia, però el 1967, amb motiu del cop militar que hi va haver al seu país i la implantació de la Dictadura dels Coronels (1967-1974), va exiliar-se de nou, aquesta vegada a París.
El 1967 va publicar la seva primera novel·la El tigre de la vitrina, inspirada en la seva pròpia infància i adolescència a l'illa de Samos, i en la qual una part de la història de Grècia del segle XX és vista amb els ulls d'una nena. Amb aquesta novel·la i amb La guerra de Petros, de 1971, va assentar les bases per a una nova i destacada categoria ideològica en la literatura infantil i juvenil grega com és la reflexió política i social. A la novel·la Prop de les vies, publicada el 1977, descriu la vida durant l'època prerevolucionària dels tsars també a través de la mirada d'una nena. El títol d'aquest llibre ve del primer relat que Zei va escriure quan tenia setze anys, que tractava d'una nena que, des de la finestra mirava les vies del tren que marxaven lluny. Es va dedicar també a la traducció literària del francès, italià i rus al grec.
Alki Zei va morir el 27 de febrer de 2020 a la seva casa d'Atenes, i va ser enterrada al Primer Cementiri d'Atenes, on hi ha també les despulles del seu marit.

### Reconeixements
El 1970, el seu primer llibre, El tigre de la vitrina, va rebre el Premi Mildred L. Batchelder que es dona als Estats Units d'Amèrica a un llibre originalment publicat en algun altre país en llengua no anglesa i traduït i publicat en els Estats Units l'any anterior a la concessió del premi. El 2010, Alki Zei va rebre un premi de l'Acadèmia d’Atenes pel conjunt de la seva obra. El mateix any va rebre el premi dels estudiants francòfons, depenent del Premi Literari del Jovent Europeu, per la seva obra Grand-Père menteur, de 1992. Va rebre sengles doctorats honoris causa per les Universitats de Tesalònica (2014) i de Patres (2015).

## Obres traduïdes al català
- Un diumenge d’abril. Traducció d’Empar Espinilla; il·lustracions de Sofia Zarambouka. Barcelona: Aliorna, 1987.
- El tigre de la vitrina. Traducció d’Anna Maria Casassas Ymbert. Barcelona: Empúries, 1988.
- La guerra de Petros. Traducció d’Anna Maria Casassas Ymbert. Barcelona: Empúries, 1990.
- La Konstantina i les teranyines. Barcelona: Cruïlla, 2009.
- Prop de les vies. Manresa: Tigre de Paper, 2022. ISBN 9788418705229